# 173-тя стрілецька дивізія (1-ше формування)
173-тя стрілецька дивізія (173-тя сд) — військове з'єднання Збройних сил СРСР, що брало участь у Німецько-радянській війні.

## Історія
Бойовий період — з 22 червня по 19 вересня 1941 року. Дивізія була сформована в серпні 1940 року на території УРСР.
Перед початком Німецько-радянської війни в червні 1941 року входила до складу 8-го стрілецького корпусу 26-ї армії Київського Особливого військового округу (КОВО) і дислокувалася на Західній Україні, прикриваючи кордон з Угорщиною. З початком бойових дій була включена до складу Південно-Західного фронту.На 22 червня 1941 року в дивізії налічувалося 7 177 бійців, на її озброєнні знаходилося 7 848 гвинтівок, 3 727 самозарядних гвинтівок, 300 пістолетів-кулеметів, 427 ручних кулеметів, 213 станкових кулеметів, 54 45-мм і 35 76-мм гармат, 24 122-мм гаубиці, 135 мінометів. У розпорядженні дивізії було 251 автомашина, 50 тракторів і 3338 коней.
Противник протягом 27-29 червня направив свої головні зусилля на глибоке вклинювання мотомеханізованих з'єднань на новоград-волинському напрямку, прагнучи відрізати головне угрупування Південно-Західного фронту від лінії східних укріплених районів. До ранку 1 липня 26-й армії було наказано відійти на рубіж Борщов — Журавно і зайняти там оборону. 173-тя стрілецька дивізія, що обороняла в цей час кордон Бродки — Демня, почала відхід. 2 липня залишки її 378-го і 490-го стрілецьких полків до кінця дня зосереджувалися в районі Теофіпілка — Золота Солобода — Чатки.
7 липня 8-й стрілецький корпус отримав нове завдання — відійти на новий оборонний рубіж Храбузин — Ладиги — Бабин — Стара Синява з підпорядкуванням йому гарнізона Остропольского укріпрайону на цій ділянці. Армія продовжила відхід на схід, мобільні частинами німців, випереджаючи її, рвались до Бердичева. 10 липня частини армії зайняли оборону на рубежу Острополь — Летичів. 173-тя стрілецька дивізія спільно з 99-ю стрілецькою дивізією відбивала атаки противника, який намагатися у районі Губина — Ладыги прорватися у напрямку Острополя і Харьківця.
12 липня дивізія залишила Остропіль і вела бій в районі Юзефовки. На наступний день частини 8-го ск під натиском німців продовжили відхід на південний схід. Станом на 15 липня дивізія мала 5 477 бійців, на її озброєнні залишалося 2 танки та 80 гармат. З транспорту у неї залишилося лише 2 009 коней і 97 автомашин.
16 липня дивізію передано до складу 6-ї армії  віддано наказ відійти в резерв в район Леонардовки і Єразмовки, а 18 липня виступити до Манчину, Левківки і Вівсяників з завданням прикривати від механізованих груп противника дорогу від Погребища і Білилівки.
20 липня 6-та армія почала відступ на проміжний рубіж Скибинці Лісові — Борщагівка — Кур'янці — Погребище — Очеретно. 173-тя стрілецька дивізія, підпорядкована 16-му механізованому корпусу, просувалася в напрямку Кур'янців, ведучи бої з механізованими частинами противника в Павлівці, ст. Рось і Гончиці.
В кінці липня на початку серпня дивізія у складі групи Понєдєліна (6-та і 12-та армії) брала участь в битві під Уманню. Вночі 2 серпня 6-та армія, стримуючи наступ противника, відійшла на оборонний рубіж західна околиця Вишнополя — Свинарка — Коржовий Кут — Островець — Полонисте. Всі дороги в тилу були перерізані противником, і 6-та армія разом з 12-ю армією опинилась у повному оточенні. Під час ліквідації Уманського котла дивізія була знищена, її командир С. В. Верзін, щоб не потрапити в полон, 9 серпня 1941 року застрелився.
173-тя стрілецька дивізія була розформована 19 вересня 1941 року як загибла.

## Бойовий склад
- 378-й стрілецький полк
- 490-й стрілецький полк
- 567-й стрілецький полк
- 352-й артилерійський полк
- 728-й гаубичний артилерійський полк
- 252-й окремий винищувально-протитанковий дивізіон
- 507-й окремий зенітний артилерійський дивізіон
- 179-й розвідувальний батальйон
- 220-й саперний батальйон
- 204-й окремий батальйон зв'язку
- 282-й медико-санітарний батальйон
- 71-ша окрема рота хімзахисту
- 64-й автотранспортний батальйон
- 158-загину польова хлібопекарня
- 71-й пральний загін
- 122-га польова поштова станція
- 120-та польова каса Держбанку[3]

## Підпорядкування
| Дата       | Фронт                   | Армія       | Корпус                 |
| ---------- | ----------------------- | ----------- | ---------------------- |
| 22.06.1941 | Південно-Західний фронт | 26-та армія | 8-й стрілецький корпус |
| 01.07.1941 | Південно-Західний фронт | 26-та армія | 8-й стрілецький корпус |
| 12.07.1941 | Південно-Західний фронт | 12-та армія | 8-й стрілецький корпус |
| 01.08.1941 | Південний фронт         | 6-та армія  | Резерв                 |

## Командири
- Вєрзін Сергій Володимирович (16.07.1940-09.08.1941), генерал-майор.